# Winfried Berger
Winfried Berger (* 21. April 1954 in Coburg; † 25. November 2010 in Münster) war ein deutscher Kirchenmusiker.

## Leben
Berger begann seine kirchenmusikalische Laufbahn als Chorsänger des Windsbacher Knabenchors. Er studierte Kirchenmusik in Köln und Münster. 1992 wurde er Kantor an der Erlöserkirche in Münster. Schwerpunkt seiner Tätigkeit waren die Historische Aufführungspraxis sowie das Orgelwerk Olivier Messiaens. Für seine Leistungen wurde er mit dem Titel eines Kirchenmusikdirektors ausgezeichnet.

## Tondokumente
- Orgelmusik von J.S. Bach
- J. S. Bach – Toccaten, Schüblerchoräle
- „Die Kern-Orgel in St. Martini zu Stadthagen“. Winfried Berger spielt Boëllmann, Mushel, Franck, Vierne, Bach
- Olivier Messiaen, L'Œvre D'orgue (2012 postum)

## Veröffentlichungen
- Die Patrick-Collon-Orgel in der Erlöserkirche zu Münster.